# Kozioł (Sudety)
 Kozioł (niem. Kauder-Berg, 774 m n.p.m.) – wzniesienie w Sudetach Środkowych, w Górach Wałbrzyskich, w paśmie Gór Czarnych.

## Położenie
Wzniesienie położone na terenie Parku Krajobrazowego Sudetów Wałbrzyskich, na południowy wschód od miejscowości Wałbrzych, w południowo-wschodniej części Gór Wałbrzyskich, w paśmie Gór Czarnych.
Jest to wzniesienie zbudowane ze skał wylewnych – porfirów w kształcie nieforemnego stożka z kopulastą częścią szczytową i niewyraźnie zaznaczonym wierzchołkiem. Zbocze północne w części grzbietowej, nieznacznie wznosi się w kierunku szczytu Wołowca (776 m n.p.m.), pozostałe zbocza są strome.
Wzniesienie w całości porośnięte jest lasem regla dolnego z domieszką buka. Po południowej stronie, 121 m poniżej szczytu położona jest Przełęcz Kozia, oddzielająca Koźli Grzbiet od Borowej.
Po północno-zachodniej stronie góry widok na Zamkową Górę z ruinami średniowiecznego zamku Nowy Dwór oraz panorama Wałbrzycha.

## Turystyka
Przez szczyt prowadzi szlak turystyczny.
- niebieski – fragment szlaku z Wałbrzycha przez Przełęcz pod Borową do Sokołowska
- prowadzący zboczem szlak z Rusinowej do stacji Wałbrzych Główny[1].